# Tak blisko nieba
Tak blisko nieba – szósty studyjny album Shazzy. Został wydany w czerwcu 1997 roku. Wersja kompaktowa albumu zawierała trzy wersje instrumentalne. Płyta uzyskała status złotej. Teledysk do głównej piosenki albumu nagrywano na Majorce.

## Lista utworów

### Wersja kompaktowa
1. Tak blisko nieba - 3:30
2. Małe pieski dwa - 3:12
3. Hasta Manana - 3:19
4. Jestem zakochana - 3:35
5. Noc - 3:54
6. Ja wolę mieć - 3:05
7. Tylko raz - 3:38
8. Pieski dwa (DJ Mix) - 3:15
9. Nie pytaj mnie - 3:32
10. Tyle słońca, tyle gwiazd - 4:16
11. Tak blisko nieba (Instr.) - 3:31
12. Jestem zakochana (Instr.) - 3:34
13. Małe pieski dwa (Instr.) - 3:17

### Wersja kasetowa
Strona A
1. Małe pieski dwa
2. Jestem zakochana
3. Hasta Manana
4. Tak blisko nieba
5. Tylko raz

Strona B
1. Nie pytaj mnie
2. Pieski dwa (DJ Mix)
3. Ja wolę mieć
4. Noc
5. Tyle słońca, tyle gwiazd